# Preveza
Preveza (tiếng Hy Lạp: ?) là một khu tự quản ở vùng Íperos, Hy Lạp. Khu tự quản Preveza có diện tích 381 km², dân số theo điều tra ngày 18 tháng 3 năm 2001 là 30137 người.